# Lunada
Lunada (voce spagnola che in italiano significa «festa musicale sotto luna piena») è il titolo dell'undecimo disco di studio della cantante messicana Thalía, uscito il 24 giugno 2008 negli Stati Uniti ed in America Latina, ed il 15 luglio del medesimo anno in alcuni paesi europei.
Benché molti aspettassero il «gran ritorno» di Thalía alla musica con questo disco, dopo tre anni senza pubblicare un album, Lunada non ha riscosso molto successo nelle vendite, ed ha avuto i peggiori debutti nelle liste di popolarità negli ultimi dieci anni.

## Descrizione
Il disco contiene, oltre cinque hit dell'estate precedentemente registrati, cinque canzoni nuove. Il suo primo singolo è Ten paciencia. L'idea del disco è nata quando stava aspettando la sua prima figlia e le piaceva molto stare in bikini sulla spiaggia. Così, il disco ha un'aria di festa tipica da spiaggia, con ritmi di raggae e cumbia. La produttrice esecutiva dell'album è Thalía, con la collaborazione del musico cubano Emilio Estefan (marito di Gloria Estefan) come produttore.
Lunada include anche Será porque te amo, cover in spagnolo della nota canzone italiana Sarà perché ti amo, interpretata originalmente per il trio Ricchi e Poveri, ed una canzone, scritta per la stessa cantante, titolata Bendita, dedicata a sua figlia Sabrina Sakaë, nata il 7 ottobre 2007.

## Tracce
1. Ten paciencia – "Abbi pazienza" (Descemer Bueno / Magilee Álvarez / Cynthia Salazar) 3:30
2. Sangre caliente – "Sangue calda" (Marcelo Delgado / Dario Ungaro) 4:15
3. Será porque te amo – "Sarà perché ti amo" (Dario Farina / Daniele Pace / Luis Gómez Escolar / Enzo Ghinazzi) 2:41
4. Con este amor – "Con questo amore" (Ximena Muñoz / Max Di Carlo) 2:57
5. Bendita – "Benedetta" (Thalía) 3:25
6. Desolvidándote – "Disdimenticandoti"[1] (Thalía / Jodi Marr / Dave Thomson) 4:11
7. Isla para dos – "Isola per due" (Nano Cabrera) 4:25
8. Insensible – "Insensibile" (Juan Gabriel) 2:57
9. Aventurero – "Avventuriero" (Claudia Brant / Jean-Yves Ducomet) 3:15
10. Yo no sé vivir – "Io non so vivere" (Descemer Bueno / Magilee Álvarez / Cynthia Salazar) 4:05
11. Sólo se vive una vez – "Solo si vive una volta" (Thalía / Drop Dead Beats) 3:10

## Singoli
1. Ten paciencia (2008, con videoclip)
2. Será porque te amo (2008)
3. (Ancora non determinato)

## Classifiche
| Paese                        | Posizione più alta |
| ---------------------------- | ------------------ |
| Argentina                    | 5                  |
| Messico                      | 8                  |
| Stati Uniti Latin Pop Albums | 4                  |